# Epiphanios von Konstantinopel
Epiphanios († 5. Juni 535 in Konstantinopel) war Patriarch von Konstantinopel von 520 bis 535.
Die früheste Erwähnung von Epiphanios ist als Verantwortlicher für die Katechumenen in Konstantinopel. Vor seiner Wahl zum Patriarchen war er Presbyter und Synkellos seines Vorgängers. Am 25. Februar 520 wurde er von Kaiser Justin I. mit dem Einverständnis der Bischöfe, Mönche und des Volks zum Patriarchen gewählt. Ein Brief der Synode an Patriarch (Papst) Hormisdas von Rom beschreibt ihn mit „hält den rechten Glauben und kümmert sich mit väterlicher Fürsorge um die Waisen“.
Von Epiphanius ist ein Briefwechsel mit Hormisdas erhalten, in dem es um die endgültige Beilegung des Akacianischen Schisma von 484/485 zwischen Rom und Konstantinopel, das sein Vorgänger Johannes II. Kappadokes zusammen mit Hormisdas beendet hatte, und den Umgang mit dem Monophysitismus ging.
Epiphanios ist ein Heiliger der orthodoxen Kirche, sein Gedenktag ist sein Todestag, der 6. Juni.